# M'Clure Strait
M'Clure Strait er et sund i den nordlige del af Northwest Territories, Canada. McClures sund forbinder Beauforthavet mod vest med Melvillesundet i øst. Sundet afgrænses af Prince Patrick Island, Eglinton Island og Melville Island mod nord og Banks Island mod syd. Det danner den nordvestlige ende af Parry Channel som strækker sig mod øst hele vejen til Baffin Bay og er dermed en mulig rute for Nordvestpassagen. Strædet har navn efter Robert McClure, en irsk polarforsker der tjente under Royal Navy.
M'Clure Strait har normalt været dækket af havis, men var var helt åben i august 2007, og igen i august 2008. European Space Agency rapporterede at Nordvestpassagen var åben og fuldstændig isfri, og der fandtes en bane gennem den nordlige del af den historisk ufremkommelige rute mellem Europa og Asien..